# Кімврська війна
Кімврська війна (лат. Bellum Cimbricum, 113—101 рр. до н. е.) — війна Римської республіки в кінці II ст. до н. е. із германськими племенами кімврів, тевтонів і рядом кельтських племен, що вторглися на її землі.
Кімврська війна стала першим зіткненням римлян із германськими племенами. У першій битві в 113 до н. е. римські війська, що напали на кімврів, були розгромлені в північно-східних Альпах, після чого кімври пройшли через Рейн у Галлію, де в 109 до н. е. завдали ще однієї поразки римським легіонам. Коли римляни восени 105 р. до н. е. спробували перепинити шлях племенам кімврів, германців і галлів, що приєднались до них, з Галлії до Італії, то дві римські армії були послідовно знищені поблизу Араузіона. Тим не менше варвари відмовилися від негайного вторгнення до Італії, воліючи грабувати кельтську частину Галлії.
Тільки в 102 до н. е. кімври, тевтони, амброни і гельвети-тігуріни пішли до Італії, розділившись на 3 частини. Влітку того ж року тевтони і амброни були розгромлені консулом Гаєм Маріем при Аквах Секстієвих (Нарбонської Галлії), а в 101 до н. е. при Верцеллах (верхів'я річки По) з'єднані сили консула Марія і проконсула Катула повністю знищили кімврів.
Кімврська війна не призвела до територіальних змін, однак її масштаби і розгром кількох римських армій справили велике враження на сучасників. У наступні століття римляни боялися вторгнення до Італії насамперед германців, не побоюючись численніших кельтів. У ході війни римська армія була реформована, переходячи від ополчення громадян до професійного способу комплектування, що з одного боку підвищило її боєздатність, а з іншого — перетворило на самостійну політичну силу, яку згодом використовували римські полководці для захоплення влади.

## Передісторія

### Римська республіка
У 120-х роках до н. е. володіння Римської республіки розширилися у бік Галлії. Розгромивши галльські племена саллювіїв (Саллі), аллоброгів і арвернів, Рим заснував тут приморську провінцію Нарбонська Галлія, що протягнулася смугою вздовж Середземного моря від Західних Альп до Піренеїв. Велика частина Галлії залишилася за місцевими кельтськими племенами.
На Балканах Рим, який завоював раніше Македонію і Грецію, просувається на північ у бік Дунаю. Підкорена Далмація, йдуть бої у Фракії з кельтами-скордісками.
У 113 році до н. е. в північній Африці загострилася міжусобна війна між нумідійським правителями Югуртою і Адгербалом. Рим підтримував Адгербала, і коли той був страчений Югуртою в 112 році до н. е., сенат послав 4 легіони в Африку. Югуртинська війна (111—105 рр.. до н. е.) стала головною війною Римської республіки в цей час. Її успішне закінчення збігся з серйозною загрозою, що нависла над Італією в результаті загибелі 2 римських армій у битві з кімврами поблизу Араузіона на нижній Роні. За словами Плутарха:

«Разом зі звісткою про полонення Югурти до Риму прийшла чутка про кімврів і тевтонів; спершу чуткам про силу і численність їх полчищ не вірили, але потім переконалися, що вони навіть поступаються дійсності. І справді, тільки озброєних чоловіків йшло триста тисяч, а за ними натовп жінок і дітей, як говорили, що перевершувала їх числом. Їм потрібна була земля, яка могла б прогодувати таку кількість людей, і міста, де вони могли б жити … 

Що ж стосується чисельності варварів, то багато хто стверджує, ніби їх було не менше, а більше, ніж сказано вище.»

### Кімври
«Що стосується кімврів, деякі речі, які про них розповідають, неточні, а інші історії зовсім неймовірні.» Хоча античні автори відносили кімврів до германців, вказуючи на їх знаходження в Ютландії, сучасні історики звертають увагу на ряд рис, що зближує кімврів з кельтами, зокрема імена їхніх вождів.
За версією, висловленою Посідонієм, кімври вирушили всім народом у похід, коли море стало затопляти їх житла на березі Північного моря. Маршрут їх руху до зіткнення з римлянами виклав Страбон з посиланням на Посідоній. Спочатку кімври увійшли до землі бойїв (Богемія, сучас. Чехія), але були відбиті місцевими племенами, після чого, форсувавши Дунай, рушили на південь у землі кельтів-скордісків, що населяли Паннонію. Звідти вони пішли на захід в сусідній Норік, де їх в 113 році до н. е. атакували римські війська консула Карбона, який побачив загрозу для кордонів Римської республіки від мігруючого варварського народу.

## Вторгнення кімврів (113р. до н.е.)
Початок Кімврської війни відомо за фрагментом з «Римської історії» Аппіана, збереженого у праці Костянтина Багрянородного «Про посольства».
У 113 році до н. е. кімври вторглися в Норік (суч. Австрія), альпійські землі на правому (південному) березі Дунаю, населені племенами кельтського і іллірійського походження. Консул Гней Папірій Карбон зайняв гірські проходи в північно-східних Альпах, щоб перепинити шлях кімврів з Норіка в Італію, а потім рушив на них, звинувативши в нападі на Норік — друзів римлян. Кімври повели себе миролюбно, відправивши послів до Карбона з обіцянками утриматися від нападів. Обнадіявши послів, Карбон наказав провідникам вести їх назад довгою окружною дорогою, а сам з військом пішов коротким шляхом і раптово атакував кімврів, що розташувалися на відпочинок. Однак римляни були розбиті. Дощ з громом зупинив бій і дозволив солдатам Карбона втекти в навколишні ліси.
За словами Страбона, бій відбувся поблизу міста Нореї, місце розташування якої точно не встановлено. Передбачається, що антична Норі могла бути на місці австрійського міста Ноймаркт.
Після своєї перемоги кімври рушили на захід. Пройшовши через землі гельветів (суч. Швейцарія), де до них приєдналися племена тігурінів і тоугенів, кімври перейшли Рейн і з'явилися в Галлії.

## Кімври в Галлії (112—106рр. до н.е.)
У 109 році до н. е. консул Марк Юній Сілан вступив в переговори з кімврами. Вони зажадали «землі і житла там, де вони зупинилися», обіцяючи за це служити Риму зброєю. Сенат відмовив кімврам, не бажаючи віддавати прийшлим варварам родючі землі. У битві, подробиці якої залишилися невідомі, військо Марка Сілана зазнало поразки, його табір був захоплений.
У 107 році до н. е. союзники кімврів гельвети-тігуріни під керівництвом вождя Дівікона на території галльського племені аллоброгів розбили військо консула Луція Касія (консул загинув) і з ганьбою провели римлян, що здалися, в ярмо, після чого відпустили, забравши половину майна.
У наступному 106 році до н. е. Рим послав у південну Галлію чергове військо під командуванням консула Сервілія Цепіона. Легіонери захопили Толозу, пограбувавши при цьому кельтський храм Аполлона, що через 2 роки стало однією з підстав для залучення Цепіона до суду, оскільки захоплене в храмі золото зникло.
Про боротьбу галльських племен з кімврами та їх союзниками відомо за записками Юлія Цезаря, який через 50 років після Кімврської війни підкорив всю Галлію. Племена белгів (проживали на території сучасної Бельгії) єдині зуміли дати відсіч прибульцям. Інша Галлія була розорена. Цезар цитує мову арверна Крітогната, де той згадує про події недавнього минулого:

«Робити те, що робили наші предки в далеко не настільки значній війні з кімврами і тевтонами: загнані в свої міста і страждаючи від такої ж потреби харчів, вони підтримували життя своє трупами людей, визнаних за своїм віком непридатними для війни, але які не здалися ворогам.»

## Битва при Араузіоні (105р. до н.е.)
У 105 році до н. е. армія проконсула Сервілія Цепіона захищала Нарбонську Галію на захід від річки Рони, а прохід до Італії з Галлії між морем і Альпами був замкнений армією консула Гнея Маллія, що розташувалася табором на східному березі Рони. Основним джерелом подій тут служить праця давньоримського історика Гранія Ліцініана, що фрагментарно збереглася, який посилається на твір другого консула 105 року до н. е., Рутілія Руфа.
Загін консульський легат Аврелія Скавра був розгромлений кімврами, сам він скинутий в бою з коня і захоплений у полон. На племінній раді кімври запропонували йому стати їх воєначальником, але у відповідь Скавр почав відмовляти їх від вторгнення до Італії, переконуючи у непереможності римлян. За це молодий вождь кімврів Бойоріг (лат. Boiorige) вбив легата.
Стривожений поразкою консул Маллій Максим закликав проконсула Цепіона до з'єднання сил. Цепіон перейшов на східний берег Рони, але відмовився з'єднати армії, розбивши табір окремо, і навіть не побажав обговорити спільний план ведення війни. Кімври вислали до Цепіона послів з пропозицією укласти мир на умові надання їм землі. Однак той вигнав послів, і наступного дня кімври атакували римлян.
Битва відбулася 6 жовтня 105 року до н. е. поблизу Араузіона (Аравсіона), кельтського поселення на лівому березі Рони, що пізніше перетворилося на опорний пункт римлян. За словами Орозія сили варварів включали в себе кімврів, тевтонів, тігурінів (гельветів) і амбронів. Плутарх згадав про участь в битві амбронів. Хід бою залишився невідомий, античні автори описували головним чином його результат. Найбільш розгорнуту картину розгрому римських армій дав Орозій:

«Там вони [консул і проконсул] … були переможені, принісши великий сором і ризик римському імені … Вороги, захопивши обидва табори і величезну здобич, у ході якогось невідомого й небаченого священнодійства знищили все, чим заволоділи. Одежі були порвані і викинуті, золото і срібло скинуто в річку, військові панцирі порубані, кінські фалери покручені, самі коні скинуті в безодню вод, а люди повішені на деревах — в результаті ні переможець не насолодився нічим із захопленого, ні переможений не побачив ніякого милосердя.»

Тит Лівій і Орозій (з посиланням на Валерія Анціата) називають однакове число загиблих римлян: 80 тис. вояків і 40 тис. слуг, обозників і торговців. Граній Ліцініан наводить втрати в 70 тис. легіонерів і легкоозброєних солдатів з допоміжних військ. Орозій повідомляє, що з 2 армій уцілів лише десяток осіб, які повідомили звістку про розгром. Загинули 2 сини консула Маллія Максима, хоча самі командувачі врятувалися і пізніше були засуджені на вигнання.
Сучасні історики припускають, що в ході бою варвари притиснули і потім скинули римські війська в річку Рону, що пояснює майже повне знищення двох великих армій.

## Мобілізація сил і військова реформа

### Становище Римської республіки
Розгром 2-х консульських армій при Араузіоні на західній межі Італії змінив ставлення в Римі до війни з кімврами. По всьому узбережжю і всіх портах Італії був розісланий наказ, що забороняє сідати на кораблі особам молодше 25 років. Від юнаків взята клятва в тому, що вони не покинуть меж Італії. Другий консул Публій Рутілій Руф став спішно формувати нову армію:

"На відміну від усіх попередніх воєначальників він закликав у війська інструкторів з гладіаторської школи Гая Аврелія Скавра, щоб ті впровадили в легіонах витонченішу техніку завдавання ударів та ухилення від них. Тобто він поєднав хоробрість з мистецтвом і, навпаки, мистецтво з хоробрістю, з тим, щоб підсилити якість і того, й іншого. "

Саме армію, підготовлену Руфом, вибрав Гай Марій, вирушаючи на війну з кімврами.
Тим часом Рим отримав перепочинок. Варвари не стали вторгатися до Італії, а воліли спустошувати Нарбонську Галію, що залишилася без римських військ. Потім вони рушили до Іспанії, звідки були вибиті місцевими племенами (кельтібери). Згідно з Тітом Лівієм саме тоді німецьке плем'я тевтонів приєдналося до кімврів.
У 102 році до н. е. союзні сили варварів рушили на Італію, розділившись на 3 колони. Тевтони і амброни наступали найкоротшим шляхом вздовж узбережжя. Кімври пішли відомим їм маршрутом через Норік, огинаючи Альпи. Тігуріни затрималися в альпійських передгір'ях і, дізнавшись про розгром союзників, розсіялися.

### Військова реформа Гая Марія
Розширення земель, підвладних Римській республіці, і фактичне перетворення її в імперію призвели до численних воєн, де римські легіони билися з місцевими племенами одночасно в різних кінцях світу. Утримувати колишню армію, набрану з вільних громадян-селян, стало для Риму важко.
У 107 році до н. е., коли кімври спустошували Галію, сенат доручив консулу Гаю Марію закінчити тривалу війну в північній Африці з нумідійським царем Югуртою. За дозволом сенату Марій змінив принцип комплектування армії, тепер в неї дозволили набирати громадян без майнового цензу, тобто незаможних міських пролетарів. Відсутність у солдата власного господарства дало можливість подовжити термін військової служби до 20-25 років, після чого ветеран наділявся ділянкою землі від держави. Таким чином ополчення громадян замінилося постійної професійною армією.
Професіоналізм солдатів дозволив привести озброєння до єдиного виду, легка піхота і кіннота з громадян замінюються союзними контингентами.
З часом змінилася також структура легіону: замість маніпули (200 солдатів) його основним тактичним підрозділом стала більша когорта (600 солдатів).
Обраний консулом вдруге 104 року до н. е. і ще втретє поспіль Гай Марій мав змогу підготувати армію для війни з кімврами, доки ті розоряли Галлію та Іспанію.

## Битва при Аквах Секстієвих (102р. до н.е.)

### Розгром тевтонів і амбронів

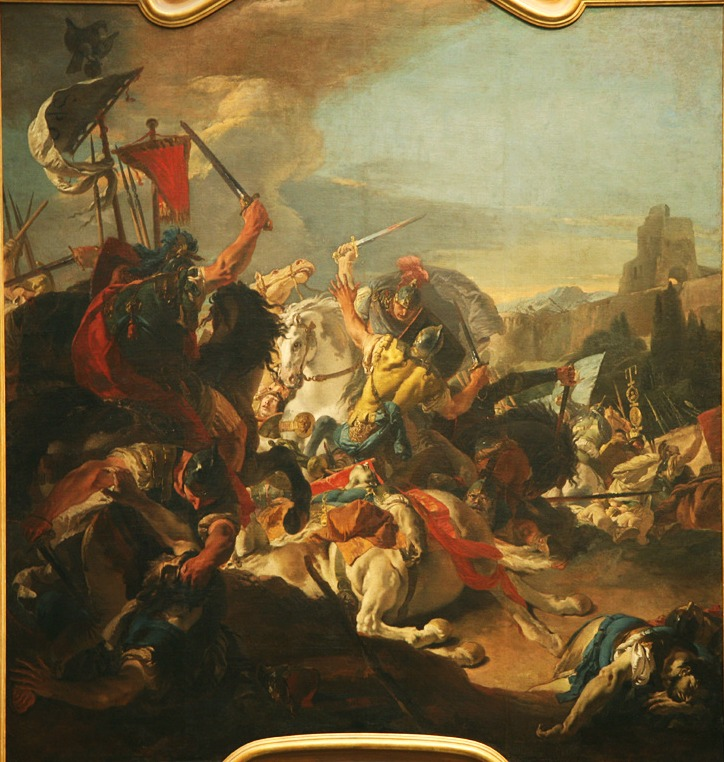
Битва римлян з варварами. Імовірно при Верцеллах. Худ. Д. Тьєполо, бл. 1727 р.

Тевтони і амброни рушили до Італії уздовж берегової лінії і влітку 102 року до н. е. вийшли на добре укріплений табір Гая Марія недалеко від гирла Рони. Спроби варварів взяти табір штурмом були відбиті, тоді вони вирішили обійти його і пройти до Італії дещо північніше. Гай Марій рушив услід за ними, вичікуючи вдалого моменту для битви.
Біля містечка Акви Секстієві (на північ від сучас. Марселя) в передгір'ях Альп римляни розбили табір на високому пагорбі. Коли раби й обозники спустилися до річки по воду, на них напали амброни, що розташувалися в тих же місцях. На допомогу своїм людям поспішили римські легіонери і союзні воїни-італіки. Амбронів відкинули до річки і погнали до їхнього табору, де серед возів довелося боротися і з жінками варварів. З настанням сутінків римляни відійшли у свій табір.
На 3-й день після бою римлян атакували тевтони з уцілілими амбронами. Позиція була зручна для римлян, варварам доводилося підніматися по крутому схилу. Скоро легіонери відтіснили тевтонів вниз на рівнину, де ті стали будуватися в бойовий порядок. У цей момент їм у тил з лісу вдарив загін Клавдія Марцелла з 3 тисяч легіонерів, посланих заздалегідь Марієм у засідку. Тевтони змішалися в натовп і почали тікати. Їх вождь Тевтобад був спійманий, ставши окрасою тріумфу в Римі. Плутарх оцінив кількість загиблих і захоплених варварів у 100 тис. чоловік, Веллей Патеркул повідомляє про 150 тис. «винищених ворогів», а Тит Лівій передає чутку про 200 тис. убитих і 90 тис. полонених:

"В усякому разі, жителі Массілії кістками полеглих огороджували виноградники, а земля, в якій зотліли мертві тіла, стала після зимових дощів такию ситомю від наповнившим її на велику глибину перегнєм, що принесла в кінці літа небувало рясні плоди. "

Ієронім у своєму повчальному листі до знатної галльської Матрони навів історію про 300 одружених тевтонських жінок, захоплених римлянами при Аквах Секстієвих. Коли їх прохання зробити служницями при храмах відкинули, вони вбили своїх дітей і потім в одну ніч задушили одна одну.

### Вторгнення кімврів до Італії
Другий консул цього року Квінт Лутацій Катул стримував кімврів в північно-східних Альпах. Спочатку він відступив з перевалів до річки Адідже, але під натиском кімврів його військо охопила паніка. Про один з епізодів цієї поразки римлян розповів письменник початку I століття Валерій Максим:

"Коли біля річки Еч (Адідже) римські вершники, не витримавши натиску кімврів, у страху прибігли до Риму, Марк Емілій Скавр, світоч і краса вітчизни, послав сказати своєму синові, який брав участь у втечі: "Охочіше я побачив би тебе убитим на своїх очах у чесному бою, ніж винуватцем ганебного втечі. Отже, якщо в тобі залишилася хоч крапля сорому, ти повинен уникати поглядів збезчещеного батька ". Одержавши звістку про це, син встромив собі в груди той самий меч, який він повинен був вжити проти ворогів. "

Катул був змушений зайняти оборону по правому (південному) березі річки По, залишивши північ Італії між По і Альпами на розграбування варварів. Згідно з Плутархом, римляни уклали з кімврами перемир'я, після чого ті насолоджувалися зимівлею в м'якому кліматі Венеції.

## Битва при Верцеллах (101р. до н.е.)

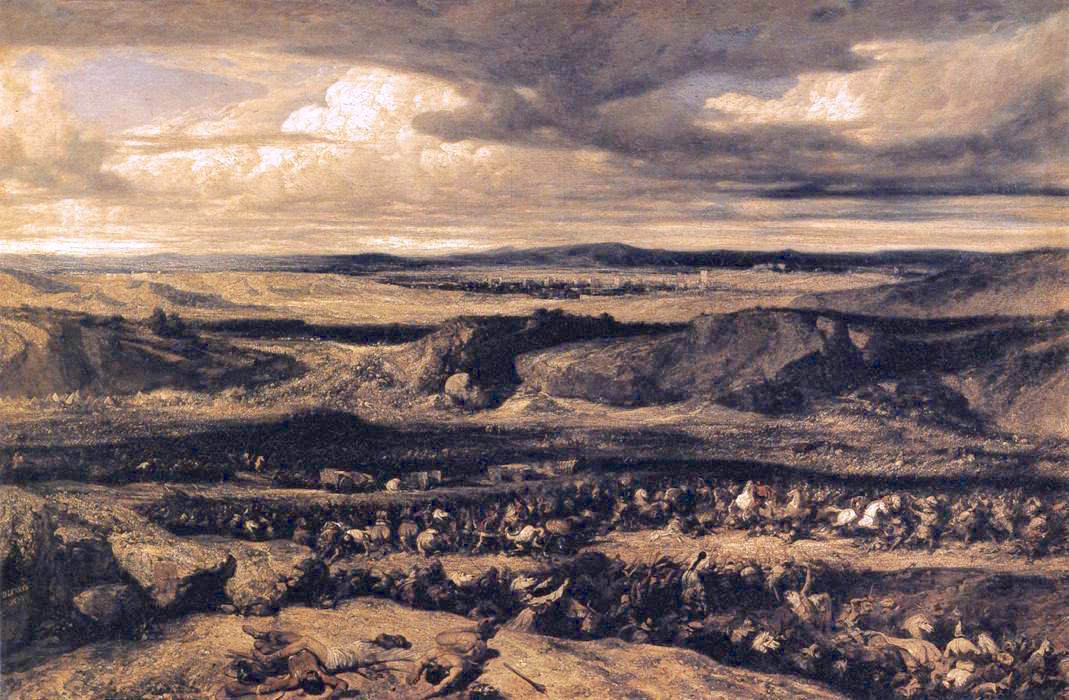
«Розгром кімврів». Худ. О.-Г. Декан, 1833

У наступному році знову обраний консулом Гай Марій з'єднав під своїм началом армію проконсула Катула (20 300 солдатів) і свою власну (32 тис.), перекинуті з Галлії. Вийшовши за північний берег По він став шукати битви з кімври. Ті спочатку ухилялися, але коли дізналися про розгром тевтонів, то зажадали призначити день і місце для битви.
Битва відбулася 30 липня 101 до н. е. на Равдінському полі у Верцелл (верхів'я річки По).
Армія Катула зайняла центр, на її флангах Марій поставив свої війська. Кімври вибудувалися величезним квадратом, кожна сторона якого дорівнювала 30 стадіями (майже 5 км). На правий фланг кімври вивели кінноту:

"А кіннота, числом до п'ятнадцяти тисяч, виїхала у всьому своєму блиску, з шоломами у вигляді страшних, жахливих звіриних морд з роззявленою пащею, над якими піднімалися султани з пір'я, від чого ще вище здавалися вершники, одягнені в залізні панцирі і тримали блискучі білі щити. У кожного був дротик з двома наконечниками, а врукопашну кімври билися великими і важкими мечами. "

Розміри варварського строю очевидно перебільшені античними авторами. У бою на широкій рівнині легіони Марія втратили з виду військо кімврів, яке було знищено силами армії Катула. У битві полягли вожді кімврів Бойоріг (Boiorix) і Лугій (Lugius), захоплені в полон Клаодік (Claodicus) і Кесоріг (Caesorix). Дружини кімврів оборонялися так само відчайдушно, як і раніше жінки амбронов, і так само покінчили з собою як жінки тевтонів:

"Битва з дружинами варварів була не менш жорстокою, ніж з ними самими. Вони билися сокирами і списами, поставивши вози в коло і піднявшись на них. Їх смерть була так само вражаюча, як і сама битва. Коли відправлене до Марія посольство не домоглося для них свободи і недоторканності, — не було такого звичаю, — вони задушили своїх дітей або розірвали їх на шматки, самі ж, завдаючи один одному рани і зробивши петлі зі свого ж волосся, повісилися на деревах або на голоблях возів. "

Флор повідомляє про 65 тис. загиблих кімврів і тільки 300 римлян. Веллей Патеркул передає втрати кімврів у 100 тис. убитих і полонених, а Плутарх збільшує їх до 120 тис. убитих і 60 тис. захоплених в полон.

## Підсумки війни
Хоча цифри загиблих і захоплених варварів сильно відрізняються в античних істориків, не викликає сумнівів практично повне знищення племен, що вторглися. У I століття ще надходять відомості про незначне плем'я кімврів, що мешкало на берегах Північного моря, а невдовзі воно зникає повністю зі згадок істориків. Плем'я тевтонів взагалі більше не з'являється на сторінках історії, хоча назва продовжує жити як узагальнююче іменування германців.
Наступного разу римляни зіткнулися з германцями через майже 50 років, коли Юлій Цезар, завоювавши Галію, вийшов до Рейну.

## Першоджерела
До нашого часу не дійшло праць, де б детально викладався хід Кімврської війни на всіх стадіях. Її події відновлюються на основі компіляцій відомостей від різних античних авторів.
- Вторгнення кімврів і битва при Норії (113 до н. е.): Страбон, «Географія» (7.2.2, 5.1.8); Тит Лівій, "Історія Риму від заснування міста "(кн. 63); Аппіан, " Про війни з кельтами " (фр. 13).
- Битви в Галлії: Тит Лівій (кн. 65); Юлій Цезар, «Галльські війни» (1.7, 1.12-13, 2.4, 7.77); Флор (1.38).
- Битва при Араузіоні (105 до н. е.): Граній Ліцініан (фрагм., кн. 33); Тит Лівій (кн. 67); Орозій (5.16).
- Битви при Аквах Секстієвих (102 до н. е.) і Верцеллах (101 до н. е.): Плутарх, «Гай Марій»; Флор (1.38); Тит Лівій (кн. 68); Веллей Патеркул (2.12); Орозій (5.16).